# Stazione di Grondola-Guinadi
Stazione di Grondola-Guinadi vasútállomás Olaszországban, Guinadi településen.

## Vasútvonalak
Az állomást az alábbi vasútvonalak érintik:
- Parma–La Spezia-vasútvonal

## Kapcsolódó állomások
A vasútállomáshoz az alábbi állomások vannak a legközelebb:
- Stazione di Pontremoli
- Stazione di Borgo Val di Taro